# 康玠
康玠（1427年—？），字廷圭，江西吉安府泰和縣人，明朝政治人物。同進士出身。

## 生平
天順三年（1459年）舉己卯科江西鄉試第七十七名。天順八年（1464年）甲申科會試第一百一十九名，殿試登進士第三甲第一百零二名。

## 家族
曾祖康漢復。祖父康士廉。父亲康允昇。